# 神奈川臨海鉄道本牧線

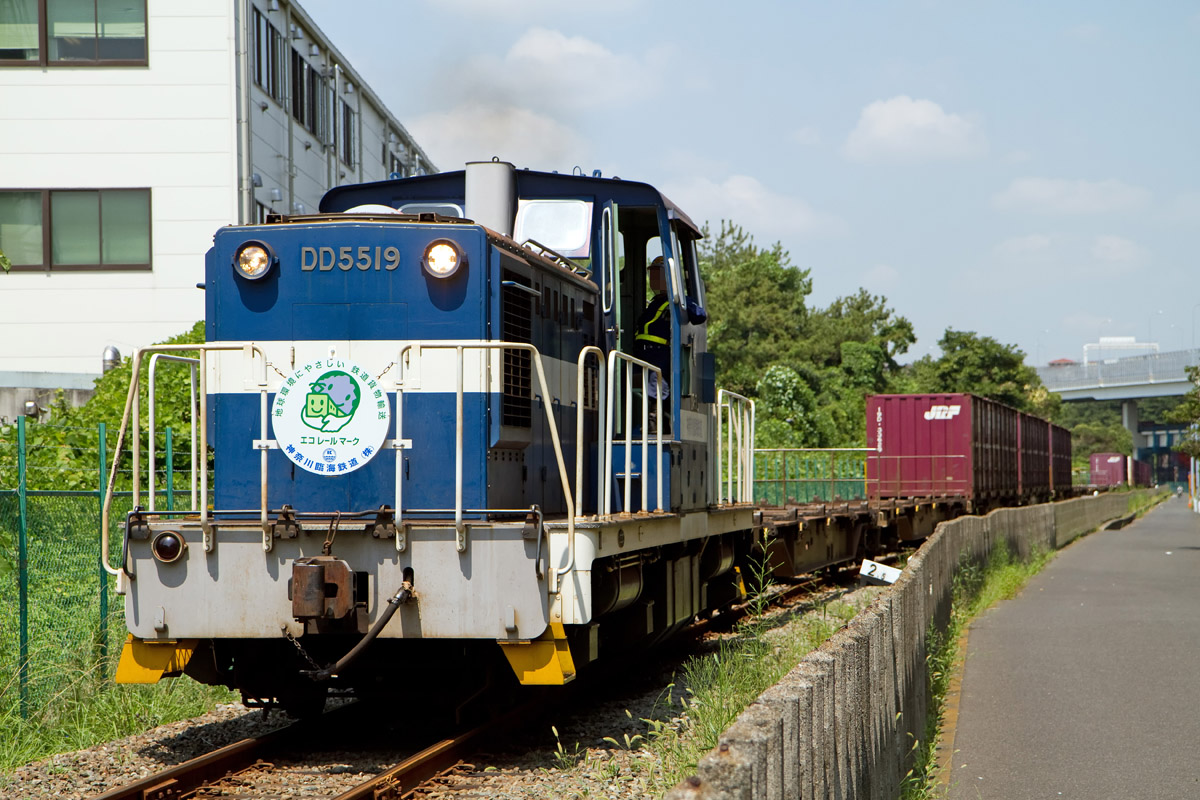
本牧線を走行する貨物列車
（2012年8月）

本牧線（ほんもくせん）は、神奈川県横浜市磯子区の根岸駅から同市中区の本牧埠頭駅に至る神奈川臨海鉄道の鉄道路線である。

## 路線データ
- 管轄（事業種別）：神奈川臨海鉄道（第一種鉄道事業者）
- 路線距離（営業キロ）：5.6km
- 軌間：1067mm
- 駅数：3駅（起終点駅含む）
- 複線区間：なし（全線単線）
- 電化区間：なし（全線非電化）
- 閉塞方式：スタフ閉塞式

## 概要
JR根岸線根岸駅から分岐し国道357号に沿って延びる貨物線。周辺には横浜港シンボルタワー・本牧海づり施設などがあり、沿線にはENEOS根岸製油所・日産自動車本牧専用埠頭がある。当初は車扱い列車のみであったが、1990年代初頭に横浜本牧駅がコンテナ貨物駅として再整備され、以降はコンテナ列車を中心に運行されてきた。横浜本牧駅において海上コンテナの取り扱いが行われている。2010年3月までは仙台臨海鉄道仙台港駅との間を結んでいた海上コンテナ輸送列車が運行されていた。また、横浜市営地下鉄や都営大江戸線用車両の甲種輸送が行われたこともある。
当路線で牽引を担当する機関車は、塩浜機関区所属のディーゼル機関車DD55またはDD60形式で、横浜本牧駅併設の横浜機関区に常駐する。
神奈川臨海鉄道や横浜市港湾局などの各港湾関係団体で組織された「京浜港物流高度化推進協議会」では、以前から鉄道による駅と港を効率的に利用した新しい物流サービスの実現を目指してきた。これに先駆けて、2008年4月より横浜港本牧ふ頭BC突堤コンテナターミナルに隣接する本牧埠頭駅において海上コンテナの取り扱いを開始し海上コンテナ輸送の実証実験を約2年間行っていたが、前述のとおり2010年3月のダイヤ改正でこれまで横浜本牧駅と仙台臨海鉄道仙台港駅との間を結んでいた海上コンテナ専用列車自体が廃止となり、この輸送実験も終了した（詳しくは「本牧埠頭駅」の項を参照）。

## 運行形態
横浜本牧駅の構内配線の都合上、運行形態は根岸駅 - 横浜本牧駅と横浜本牧駅 - 本牧埠頭駅で分離されている。2015年3月現在は1日あたり根岸駅 - 横浜本牧駅間は3往復（うち1往復は単機）横浜本牧駅 - 本牧埠頭駅間は2往復（うち1往復は単機）運行されており、一部の貨車は横浜本牧駅で継走される。

## 歴史
- 1969年（昭和44年）10月1日 - 根岸 - 本牧埠頭間が開業[1][2]。
- 1990年（平成2年）3月10日 - 本牧操駅を横浜本牧駅に改称。

## 駅一覧
根岸駅 - 横浜本牧駅 - 本牧埠頭駅

## 接続路線
- 根岸駅：根岸線